# 초고층 호텔 목록

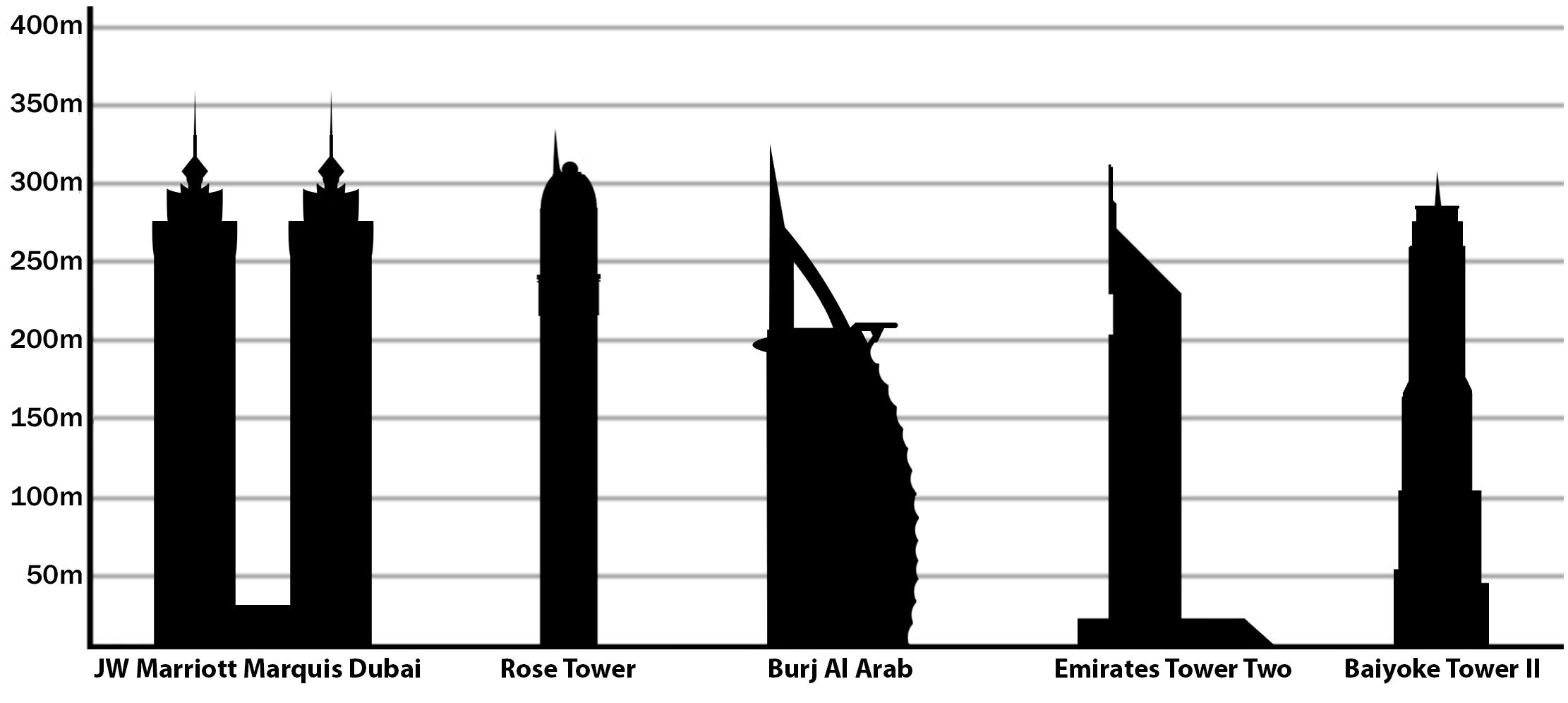
세계에서 가장 높은 호텔 중 일부

이것은 전적으로 호텔로 사용되는 세계에서 가장 높은 호텔의 목록이다. 일부 고층 건물은 다 사용하고 건물 초고층을 차지하고 있는 호텔을 가지고 있다. 이 호텔은 세계에서 가장 높은 호텔로 알려져 있다. 세계에서 가장 높은 호텔은 제보라 호텔이다.

## 목록
이 목록은 표준 높이 측정을 기반으로 높이가 적어도 150m 이상 완공된 상위 116위의 호텔 목록이다.

아랍에미리트 두바이 부르즈 알 아랍

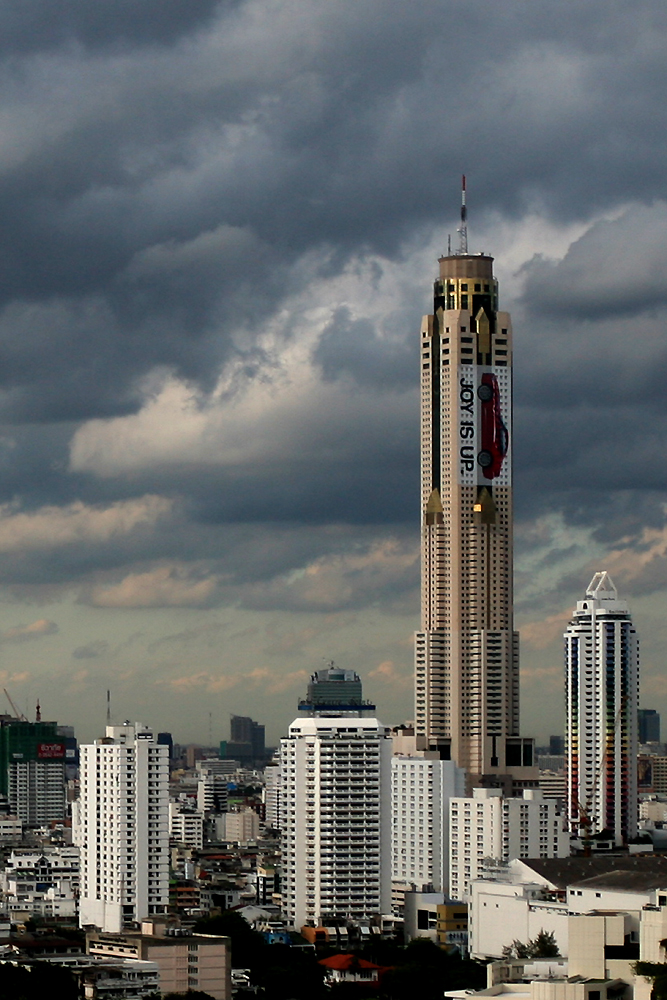
태국 방콕 바이욕 타워 II

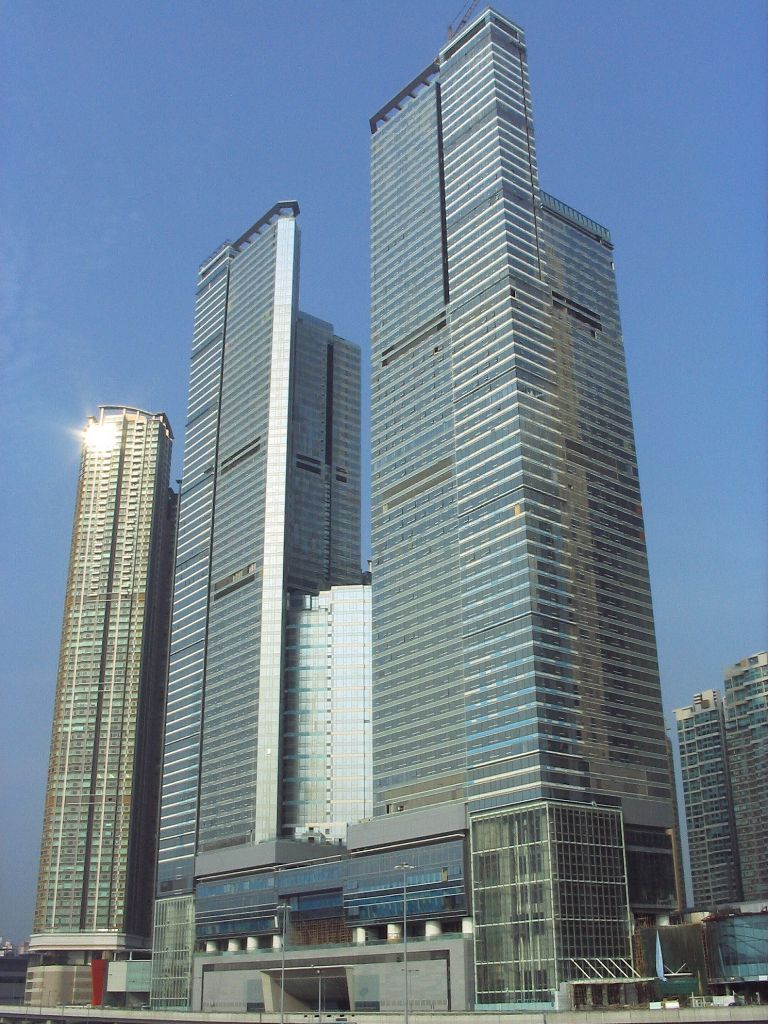
홍콩 가우룽 더 컬리난

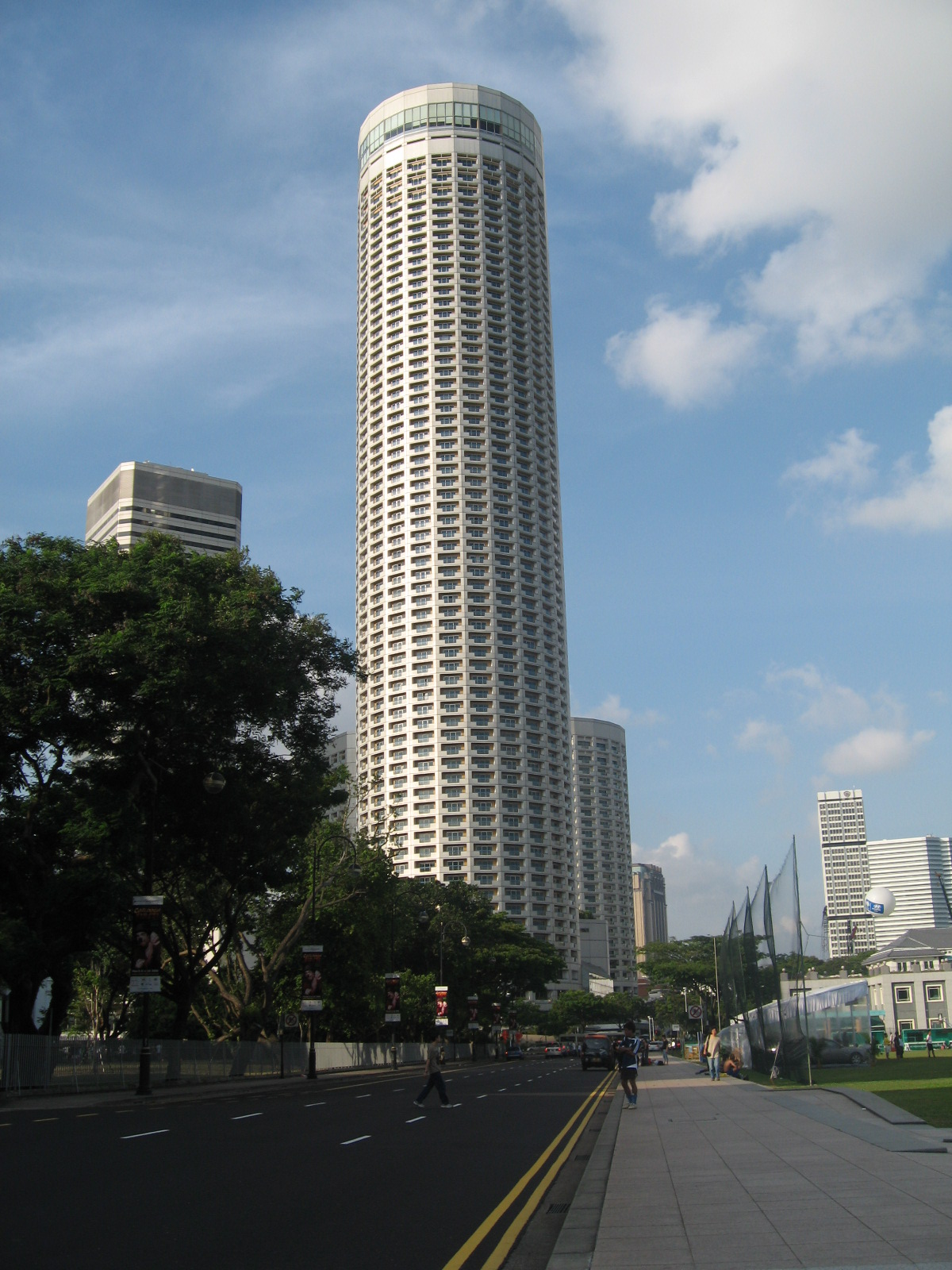
싱가포르 스위소텔 더 스탬퍼드

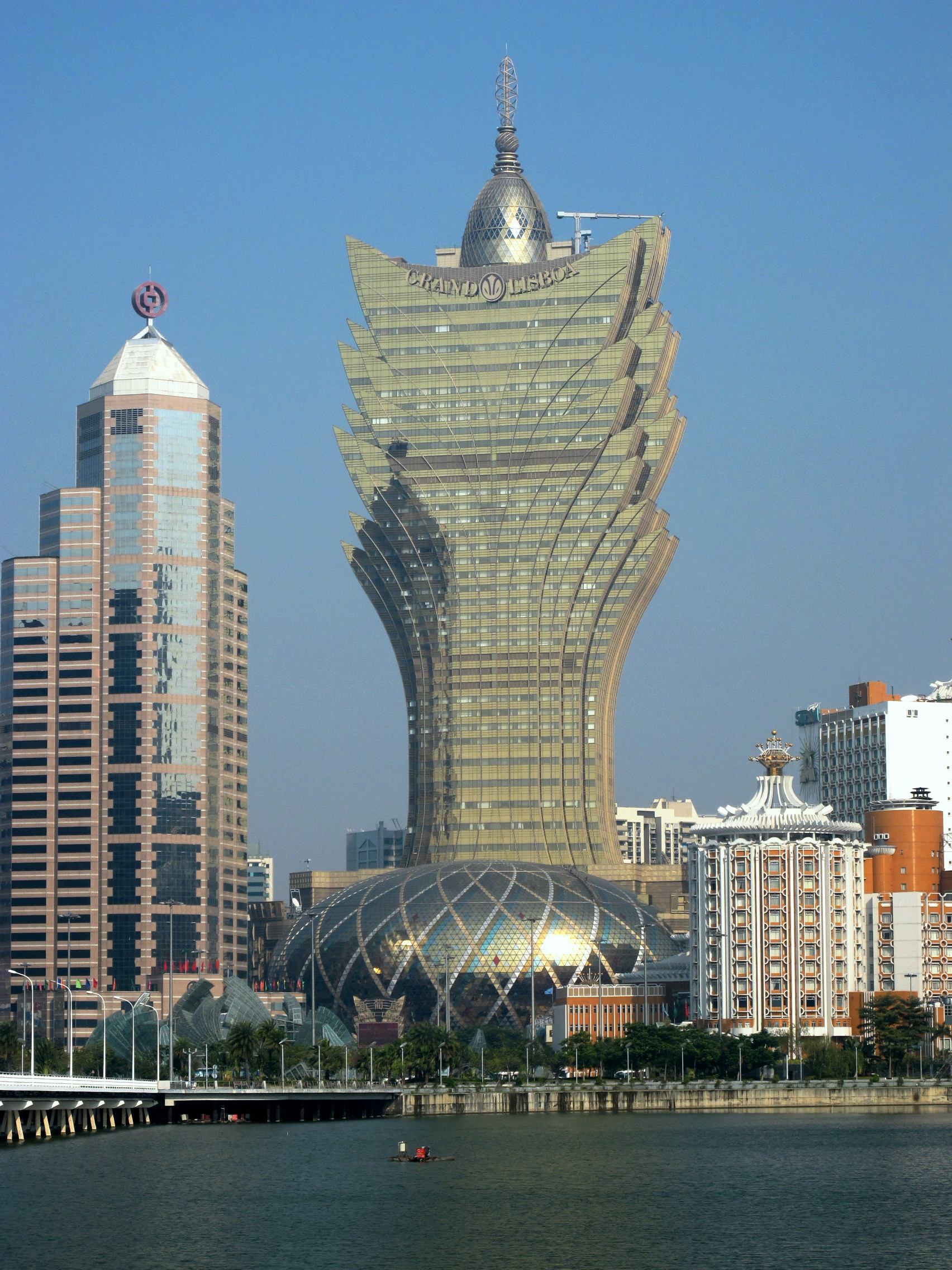
마카오 그랜드 리스본

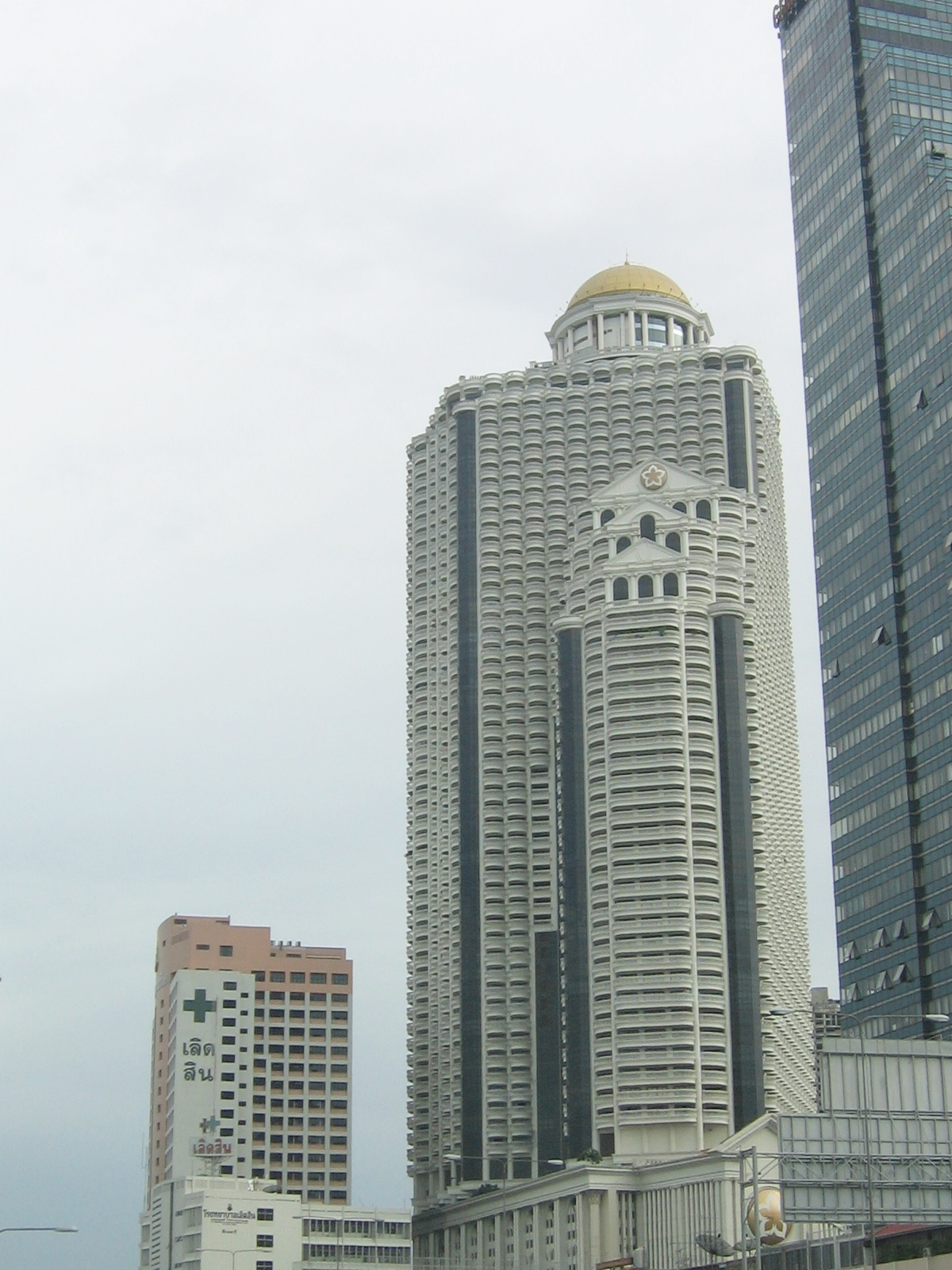
태국 방콕 스테이트 타워

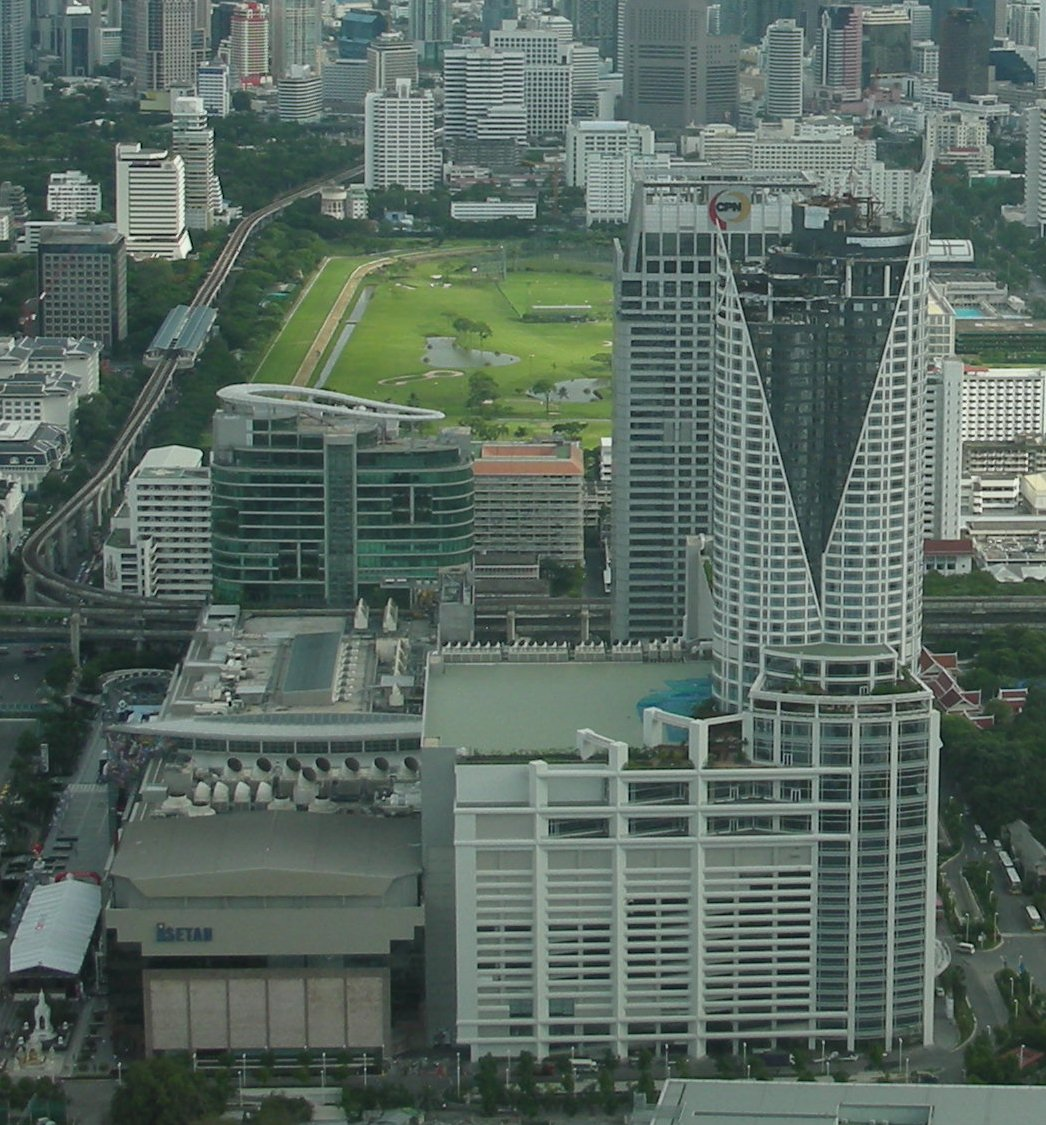
태국 방콕 센타라 그랜드 앤 방콕 컨벤션 센터

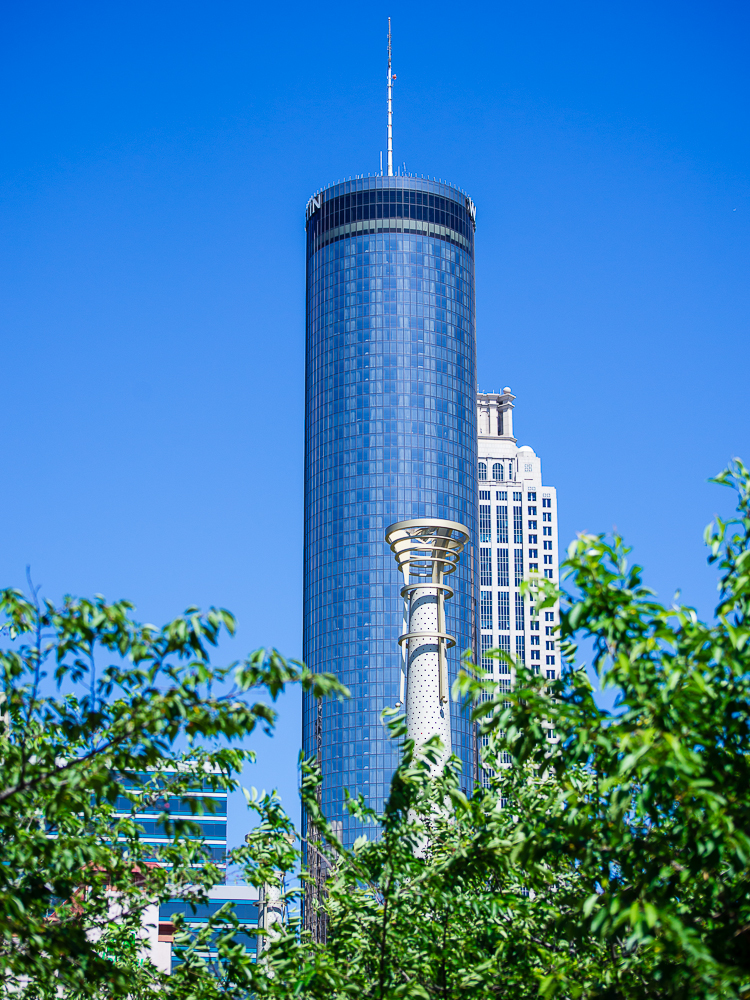
미국 조지아주 애틀랜타 웨스틴 피치트리 플라자

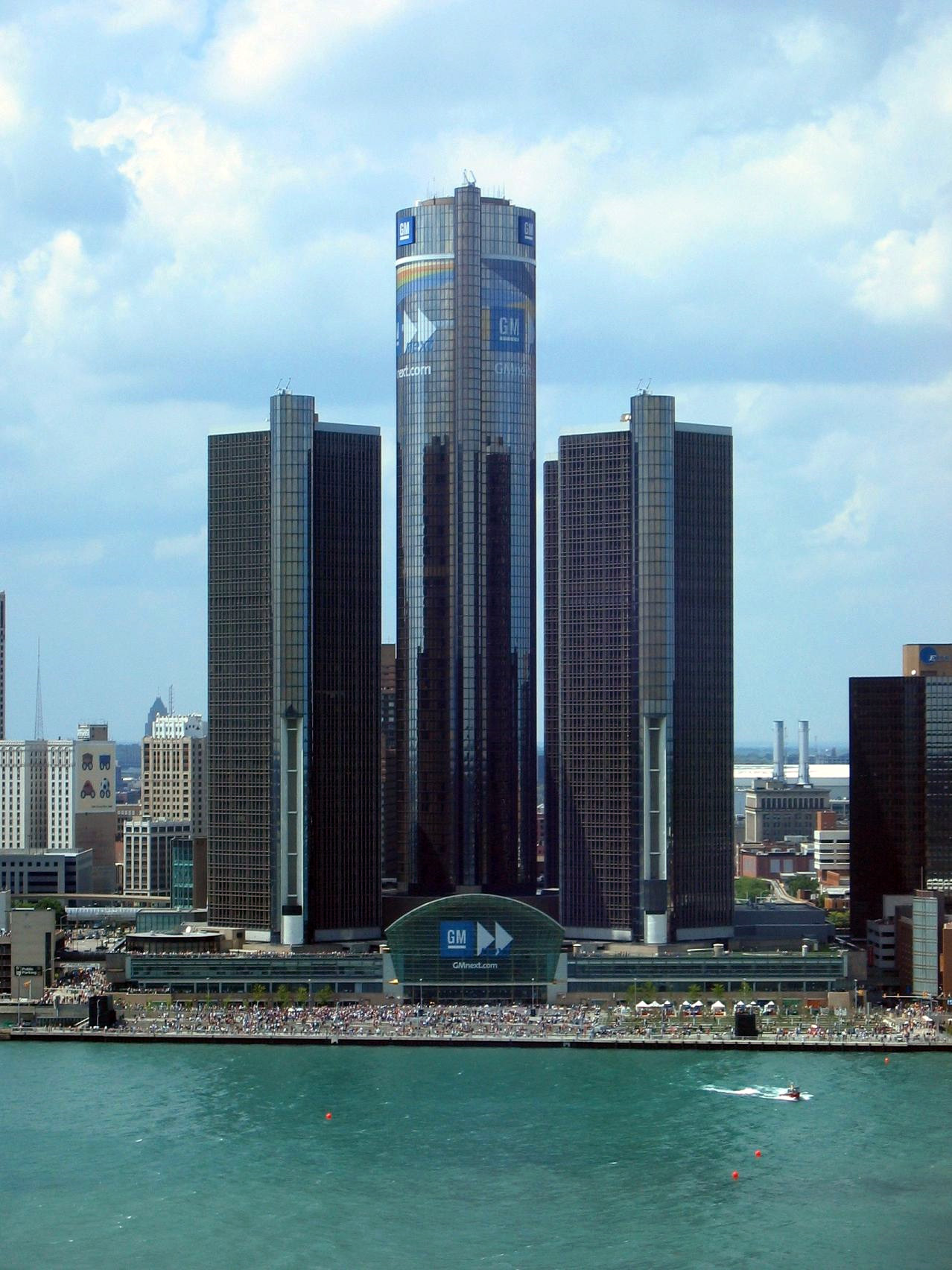
미국 미시간주 디트로이트 르네상스 센터

| 순위 | 건물                                    | 도시         | 나라         | 높이 | 층수 | 완공   |
| ---- | --------------------------------------- | ------------ | ------------ | ---- | ---- | ------ |
| 1    | 제보라 호텔                             | 두바이       | 아랍에미리트 | 356m | 75   | 2017년 |
| 2    | JW 매리엇 마키스 두바이                 | 두바이       | 아랍에미리트 | 355m | 82   | 2012년 |
| 3    | 부르즈 알 아랍                          | 두바이       | 아랍에미리트 | 321m | 60   | 1999년 |
| 4    | 주메이라 에미리트 타워즈 호텔           | 두바이       | 아랍에미리트 | 309m | 56   | 2000년 |
| 5    | 인피니티 타워                           | 두바이       | 아랍에미리트 | 306m | 76   | 2013년 |
| 6    | 바이욕 타워 II                          | 방콕         | 태국         | 304m | 85   | 1997년 |
| 7    | 밀레니엄 프라자                         | 두바이       | 아랍에미리트 | 294m | 66   | 2011년 |
| 8    | 트럼프 오션 클럽 인터네셔널 호텔 & 타워 | 파나마시티   | 파나마       | 284m | 70   | 2011년 |
| 9    | 더 컬리넌 사우스 타워                   | 주룽         | 홍콩         | 270m | 68   | 2008년 |
| 10   | 라디슨 로얄 두바이                      | 두바이       | 아랍에미리트 | 269m | 60   | 2010년 |
| 11   | 그랜드 리스본                           | 마카오       | 마카오       | 258m | 52   | 2008년 |
| 12   | 란코·그랜드 하얏트 호텔                 | 충칭         | 중국         | 258m | 60   | 2004년 |
| 13   | 스테이트 타워                           | 방콕         | 태국         | 247m | 63   | 2001년 |
| 14   | 포 시즌 호텔 마이애미                   | 마이애미     | 미국         | 240m | 70   | 2003년 |
| 15   | 센트럴 그랜드 호텔                      | 방콕         | 태국         | 235m | 57   | 2008년 |
| 16   | 1717 브로드웨이                         | 뉴욕         | 미국         | 229m | 68   | 2013년 |
| 17   | 오아시스 스카이웨이 가든 호텔           | 상하이       | 중국         | 226m | 52   | 2007년 |
| 18   | JR 센트럴 호텔 타워                     | 나고야       | 일본         | 226m | 53   | 2000년 |
| 19   | 스위소텔 더 스탬퍼드                    | 싱가포르     | 싱가포르     | 226m | 73   | 1986년 |
| 20   | 르네상스 센터                           | 디트로이트   | 미국         | 222m | 73   | 1977년 |
| 21   | 앙사나 호텔 타워                        | 두바이       | 아랍에미리트 | 221m | 49   | 2008년 |
| 22   | 웨스틴 피치 트리 플라자 호텔            | 애틀랜타     | 미국         | 220m | 73   | 1976년 |
| 23   | 리츠 칼튼 자카르타 타워 1               | 자카르타     | 인도네시아   | 212m | 48   | 2005년 |
| 24   | 리츠 칼튼 자카르타 타워 2               | 자카르타     | 인도네시아   | 212m | 48   | 2005년 |
| 25   | 포 시즌스 호텔 뉴욕                     | 뉴욕         | 미국         | 208m | 52   | 1993년 |
| 26   | 타마니 호텔 마리나                      | 두바이       | 아랍에미리트 | 207m | 54   | 2006년 |
| 27   | 소피텔 진 지앙 오리엔탈 푸동 호텔       | 상하이       | 중국         | 207m | 47   | 2002년 |
| 28   | 포시즌 호텔 홍콩                        | 홍콩         | 홍콩         | 205m | 55   | 2005년 |
| 29   | 타워 버 자야 타임 스퀘어                | 쿠알라룸푸르 | 말레이시아   | 203m | 48   | 2003년 |
| 30   | 르네상스 호텔 톈진                      | 톈진         | 중국         | 203m | 48   | 2002년 |
| 31   | 원양 빌딩                               | 다롄         | 중국         | 201m | 83   | 1973년 |
| 32   | 로얄 지중해 호텔                        | 광저우       | 중국         | 201m | 48   | 1998년 |
| 33   | 래디슨 호텔 상하이 뉴 월드              | 상하이       | 중국         | 200m | 46   | 2005년 |
| 34   | 덜튼 호텔 창사                          | 창사         | 중국         | 200m | 51   | 1998년 |
| 35   | 샹그릴라 호텔 (두바이)                  | 두바이       | 아랍에미리트 | 200m | 43   | 2003년 |
| 36   | 콘래드 서울 호텔                        | 서울         | 대한민국     | 200m | 37   | 2012년 |

## 공사중인 초고층 호텔 목록
공사가 진행중인 초고층 호텔들의 목록이다. 표준 높이 측정을 기반으로 높이가 적어도 150m 이상 개발중인 상위 29개의 호텔 목록이다.
| 건물                                    | 도시         | 나라                   | 높이 | 층수 | 완공   |
| --------------------------------------- | ------------ | ---------------------- | ---- | ---- | ------ |
| 해운대 엘시티 더샵                      | 부산         | 대한민국               | 412m | 101  | 2019년 |
| 류경호텔                                | 평양         | 조선민주주의인민공화국 | 330m | 105  | TBA    |
| 우시 마오예 시티 - 매리엇 호텔          | 우시         | 중국                   | 304m | 68   | 2013년 |
| 포 시즌스 호텔 마나마                   | 마나마       | 바레인                 | 270m | 50   | 2014년 |
| 켐핀 스키 호텔 지다                     | 지다         | 사우디아라비아         | 260m | 59   | 2015년 |
| 푸트 라 월드 호텔 타워                  | 자카르타     | 인도네시아             | 257m | 49   | 2013년 |
| 중앙 시장 타워 호텔                     | 아부다비     | 아랍에미리트           | 255m | 58   | 2014년 |
| 베트인뱅크 비즈니스 센터 호텔 타워      | 하노이       | 베트남                 | 249m | 48   | 2015년 |
| 원달 센트럴 프라자 - 세인트 레지스 호텔 | 창사         | 중국                   | 248m | 63   | 2015년 |
| 서양 국제 금융 센터 콘래드 호텔         | 청두         | 중국                   | 240m | 65   | 2014년 |
| 오베로이 오아시스 상업 타워             | 뭄바이       | 인도                   | 239m | 49   |        |
| 세계 무역 센터 호텔                     | 잉커우       | 중국                   | 236m | 40   | 2015년 |
| 파이낸셜 스트리트 웨스틴 호텔           | 충칭         | 중국                   | 231m | 54   | 2013년 |
| 쿨라 베오그라드                         | 베오그라드   | 세르비아               | 220m | 70   | 2017년 |
| 푸라 마 호텔 3단계                      | 다롄         | 중국                   | 218m | 55   | 2014년 |
| 제주 드림타워                           | 제주         | 대한민국               | 213m | 62   | 2015년 |
| 리그 호텔                               | 톈진         | 중국                   | 211m |      | 2014년 |
| 이스트 호텔의 꽃                        | 기스         | 이란                   | 201m | 45   | 2014년 |
| 힐튼 호텔 본관                          | 둥관         | 중국                   | 208m | 52   | 2013년 |
| 룽 모리 플라자 호텔 타워                | 난퉁         | 중국                   | 204m | 48   | 2015년 |
| 디카라 골드 타워 - 힐튼 호텔            | 항저우       | 중국                   | 200m | 55   | 2014년 |
| 시티 센터 호텔                          | 도하         | 카타르                 | 220m | 58   | 2013년 |
| 센타 우 루스 호텔                       | 이슬라마바드 | 파키스탄               | 200m | 37   | 2014년 |
| 그랜드 하얏트 이슬라마바드              | 이슬라마바드 | 파키스탄               | 200m | 45   | 2017년 |
| 아바리 호텔 확장 타워                   | 이슬라마바드 | 파키스탄               | 200m | 24   | 2014년 |
| 현대차 컨벤션 호텔                      | 서울         | 대한민국               | 193m | 35   | 2021년 |
| 라호르 그랜드 호텔                      | 라호르       | 파키스탄               | 160m |      | 2017년 |
| 인터 컨티넨탈 호텔                      | 라호르       | 파키스탄               | 150m | 38   | 2017년 |
| 펄 컨티넨탈 타워                        | 라호르       | 파키스탄               | 150m | 40   | 2017년 |

## 같이 보기
- 마천루 목록
- 대한민국의 호텔 목록